# Barichneumon dicax
Barichneumon dicax là một loài tò vò trong họ Ichneumonidae.